# 星外星唱片
星外星唱片，全称广东星外星文化传播有限公司是一家中国大陆的唱片公司，1997年成立于广东。公司主要业务为音乐唱片的制作发行，以及代理發行非中国大陆唱片公司旗下歌手的唱片。

## 旗下子厂牌
- 印音乐，以中国民族音乐、原生态音乐以及世界音乐为主。
- 星石音乐，以华语原创音乐为主，旗下艺人有姜昕等。

## 代理以及合作的唱片公司

### 代理
- 环球音乐
- 索尼音乐
- 天娱传媒
- 德国恩亚
- 贝阁中国
- 金牌大风
- 滚石唱片
- 福茂唱片
- 少城时代
- 喜欢音乐

### 合作
- 索尼音乐
- 华纳唱片
- 添翼创越

## 代理合约结束的唱片公司
- 华研国际音乐（已转投经典五大代理）
- 相信音乐（已转投经典五大代理）